# Teoma
Teoma (від гельськ. Teòma  — "експерт")  — глобальна пошукова система, створена у 2000 році професором Ратґерського університету (Нью-Джерсі) Апостолосом Герасулісом і його колегами. Спільно з Герасулісом технологію розробляв професор Тао Ян з Каліфорнійського університету в Санта-Барбарі.

## Огляд
Пошукова система Teoma була створена на основі проекту 1998 року DiscoWeb. Результати вихідного дослідження були представлені в доповіді "DiscoWeb: Applying Link Analysis to Web Search" на конференції World Wide Web в травні 1999 року. 
Унікальною особливістю Teoma є алгоритм популярності посилань. На відміну від механізму PageRank пошукача Google, технологія Subject-Specific Popularity, яку використовує Teoma аналізує посилання з урахуванням контексту, визначаючи їх важливість в залежності від теми. Наприклад, сторінка, знайдена по слову «бейсбол» отримає більш високий рейтинг, якщо інші сторінки, знайдені по слову «бейсбол», посилаються на неї. 
Багато елементів алгоритму Teoma засновані на методології компанії IBM, розробленої для проекту CLEVER.
18 вересня 2001 року Teoma була придбана компанією Ask Jeeves і стала основою для пошукової системи ask.com і міжнародних сайтів Ask Jeeves (наприклад, ask.co.uk, ask.jp, es.ask.com). 26 лютого 2006 року сайт Teoma став перенаправляти користувачів на основну сторінку Ask.com. Алгоритм Teoma в даний час використовується Ask.com під назвою ExpertRank.
У травні 2010 року Ask.com зробила офіційну заяву, що сайт Teoma був знову запущений в якості спрощеного інтерфейсу пошукової системи. При цьому результати пошуку Teoma в цілому збігаються з результатами основного сайту Ask.com, але можуть відрізнятися в деталях. Відмінності викликані відпрацюванням нових технологій.